# National Board of Review Awards 1985
La 57ª edizione dei National Board of Review Awards si è tenuta il 27 gennaio 1986.

## Classifiche

### Migliori dieci film
- Il bacio della donna ragno (Kiss of the Spider Woman), regia di Héctor Babenco
- Battuta di caccia (The Shooting Party), regia di Alan Bridges
- Blood Simple - Sangue facile (Blood Simple), regia di Joel Coen
- L'onore dei Prizzi (Prizzi's Honor), regia di John Huston
- In viaggio verso Bountiful (The Trip to Bountiful), regia di Peter Masterson
- Dreamchild, regia di Gavin Millar
- La mia Africa (Out of Africa), regia di Sydney Pollack
- Il colore viola (The Color Purple), regia di Steven Spielberg
- Witness - Il testimone (Witness), regia di Peter Weir
- Ritorno al futuro (Back to the Future), regia di Robert Zemeckis

### Migliori film stranieri
- Ran, regia di Akira Kurosawa
- Papà è in viaggio d'affari (Otac na sluzbenom putu), regia di Emir Kusturica
- La storia ufficiale (La historia oficial), regia di Luis Puenzo
- La casa e il mondo (Ghare baire), regia di Satyajit Ray
- La capra (La chèvre), regia di Francis Veber

## Premi
- Miglior film: Il colore viola (The Color Purple), regia di Steven Spielberg
- Miglior film straniero: Ran, regia di Akira Kurosawa
- Miglior attore: Raúl Juliá e William Hurt (Il bacio della donna ragno)
- Miglior attrice: Whoopi Goldberg (Il colore viola)
- Miglior attore non protagonista: Klaus Maria Brandauer (La mia Africa)
- Miglior attrice non protagonista: Anjelica Huston (L'onore dei Prizzi)
- Miglior regista: Akira Kurosawa (Ran)
- Premio alla carriera: Orson Welles